# Городок (Рождественское сельское поселение)
Городок — деревня в Фировском районе Тверской области России. Входит в состав Рождественского сельского поселения.

## География
Деревня находится в северо-западной части Тверской области, в зоне хвойно-широколиственных лесов, к югу от реки Шлины, к северу от автодороги 28Н-1920, на расстоянии примерно 15 километров (по прямой) к северо-западу от Фирова, административного центра района. Абсолютная высота — 209 метров над уровнем моря.

### Климат
Климат характеризуется как умеренно континентальный. Среднегодовая температура воздуха — 3,8 °C. Средняя температура воздуха самого холодного месяца (января) — −10,5 °C (абсолютный минимум — −50 °C), средняя температура самого тёплого (июля) — 17,3 °С (абсолютный максимум — 36 °С). Годовое количество атмосферных осадков составляет 620—660 мм, из которых большая часть выпадает в тёплый период. Среднегодовая скорость ветра — 3,5 м/с, варьирует от 4,2 м/с в ноябре до 3 м/с в августе.

### Часовой пояс
Деревня Городок, как и вся Тверская область, находится в часовой зоне МСК (московское время). Смещение применяемого времени относительно UTC составляет +3:00.

## Население
| 2010 |
| ---- |
| 51   |

### Национальный состав
Согласно результатам переписи 2002 года, в национальной структуре населения русские составляли 99 % из 68 чел.